# Jane Frank
Jane Schenthal Frank (geboren als Jane Babette Schenthal; * 25. Juli 1918; † 31. Mai 1986) war eine US-amerikanische Künstlerin, die sowohl als Malerin, Bildhauerin, Illustratorin und Textilkünstlerin Bekanntheit erlangte. Ihre landschaftsartigen abstrakten Gemälde befinden sich in zahlreichen öffentlichen Sammlungen, darunter in der Corcoran Gallery of Art, dem Baltimore Museum of Art und dem Smithsonian American Art Museum. Frank war Studentin von Hans Hofmann und Norman Carlberg.

## Leben

### Ausbildung in kommerzieller Kunst
Jane Frank besuchte (als sie sich noch Jane Schenthal nannte) die progressive Park School und erhielt ihre erste künstlerische Ausbildung am Maryland Institute of Arts and Sciences (heute bekannt als Maryland Institute College of Art, kurz: MICA), wo sie 1935 ein Diplom in angewandter Kunst und Modeillustration erwarb. Im Anschluss daran übersiedelte sie nach New York City und besuchte die Parsons School of Design (damals New York School of Fine and Applied Art), wo sie 1939 ihren Abschluss machte. In New York studierte Frank ebenso an der New Theatre School.

### Die Anfänge der Malerei
Ernsthaft zu malen begann Frank im Jahr 1940. In einem Brief an Thomas Yoseloff schrieb sie, dass ihr Hintergrund vor 1940 noch gänzlich in der angewandten Kunst lag und als sie sich ernsthaft der Malerei widmete, sie alles hinter sich bringen musste, was sie so sorgfältig in der Schule sich angeeignet habe. Sie begann mit einer Studie zur Geschichte der Malerei und ging durch eine Entwicklung von räumlichen Konzeptionen von der Renaissance zu Cézanne, Picasso und De Kooning.

### Heirat, Familie und Kinderbücher
Nachdem sie nach Baltimore zurückgekehrt war, heiratete sie im Jahr 1941 Herman Benjamin Frank. Vorher hat Jane Frank als angewandte Künstlerin für Kaufhäuser und Werbeagenturen gearbeitet, aber gab ihre Karriere in der angewandten Kunst für die Heirat und die Familie auf. Nach der Heirat unterschrieb sie ihre Werke ausschließlich mit „Jane Frank“, ohne jemals ihren Mädchennamen oder die mittlere Initiale hinzuzufügen. Ihr Ehemann, ein Architekt, baute ihr gemeinsames Heim und ein Atelier für seine Frau. Erst 1947 wandte sich Jane Frank wieder der Malerei zu. Im darauf folgenden Jahrzehnt, während sie sich um Familie und Haushalt kümmerte, illustrierte Frank insgesamt drei Kinderbücher: 1948 erschien das Buch Monica Mink mit von Frank selbst verfassten Versen. 1957 illustrierte sie Thomas Yoseloffs The Furter Adventures of Till Eulenspiegel und 1986 erschien ein drittes Buch mit dem Titel Eadie the Pink Elephant, in welchem Frank wiederum den Text selbst verfasst und illustriert hat.

### Gesundheitliche Probleme und Genesung
Zwischen 1947 und 1967 erkrankte Frank zwei Mal, was ihre Schaffenszeit mit Unterbrüchen versah. Die erste Krankheitsphase resultierte aus einem Autounfall im Jahr 1952, die verschiedene Operationen erforderten und eine lange Rekonvaleszenz erforderten. Die zweite Phase war eine lebensbedrohliche Krankheit, kurz nachdem sie 1958 eine Einzelausstellung im Baltimore Museum of Art ausrichten konnte.

## Von den verbliebenen 1950er-Jahren bis in die späten 1960er-Jahre

### Begegnung mit Hans Hofmann und Wiederentdeckung der „skulpturalen Landschaften“
Nachdem sich Frank von ihren Verletzungen des traumatischen Autounfalls 1952 erholte, studierte sie 1956 bei Hans Hofmann in Provincetown, Massachusetts. Sein Mentorat gab ihr Inspiration und Mut. Es folgten Einzelausstellungen im Baltimore Museum of Art (1958), in der Corcoran Gallery of Art (1962), in der Bodley Gallery in New York (1963) sowie am Goucher College (1963).
In 1961 gewann Frank das Rinehart Stipendium, das es ihr ermöglichte mit Norman Carlberg an der Rinehart School of Sculpture am Maryland Institute College of Art zu studieren. Mit Skulptur beschäftigte sich Frank bereits 1962, wo sie Werke wie „Crags and Crevices“ und „Rockscape II“ ausstellte, die bereits eine skulpturale Tendenz erkennen lassen. Doch Franks Beschäftigung mit Raumfragen war früh schon in ihren Gemälden erkennbar, in denen sie sich immer bereits unterschiedlicher Medien bediente.

### Die Kombination verschiedener Materialien und Maltechniken
Kurz nachdem die Einzelausstellung in der Corcoran Gallery zu Ende gegangen war, begann Frank ihre Leinwände nicht nur mit Spachtelmasse zu versehen, sondern applizierte verschiedene Materialien – verwittertes oder zerbrochenes Glas, erkohltes Treibholz, Kieselsteine, scheinbar zerkleinertes Graphit oder Kiesel und sogar aufgeklebte Flecken von separat bemalter und verkrusteter Leinwand – auf ihre abstrakt-expressionistischen Gemälde. Diese „Leinwandcollagen“, wie sie in ähnlicher Weise ebenso Lee Krasner in den 1960ern anfertigte, stellte Frank 1963 in der Bodley Gallery in New York City aus und in der International Gallery in Baltimore im Jahr 1965.

### „Öffnungen“ – Mehrschichtige Leinwände
Später begann Frank damit, unregelmäßige Löcher in die Leinwände zu integrieren (sogenannte „Öffnungen“, wie sie diese nannte). Das früheste Beispiel dieser Werkserie heißt „Winter Windows“ (1966–67), wobei sie tiefere Schichten bemalter Leinwand (so genannte „doppelte Leinwände“) mit aufgemalten „falschen Schatten“ enthüllte. Dadurch wurde zunehmend die dritte Dimension hervorgerufen, taktile und skulpturale Effekte erzeugt und dennoch die Konvention des gerahmten, rechteckigen Ölgemäldes eingehalten. Jane Frank hat eine nicht näher beschriebene Methode ausgearbeitet, um die oft gezackten Ränder der Leinwand-Öffnungen zu versteifen, um deren Form und Ebenheit beibehalten zu. Diese Kreationen sind eine Art „geformte Leinwand“, obwohl sie sich offensichtlich sehr von den geformten Leinwänden von Frank Stella und anderen, die häufiger mit diesem Begriff in Verbindung gebracht werden, abgrenzen wollte.
In einem Großteil ihrer Werke der späten 1960er Jahren schien Frank weniger an Farbe als an Tonalität und Textur interessiert gewesen zu sein, wobei sie oft Graustufen verwendete, um einen Eindruck von Tiefe oder Bewegung vom Hellen ins Dunkle zu erzeugen, die sich oftmals in einer Diagonale bewegen (wie in „Winter’s End“, 1958) und ansonsten bloß einen Grundton verwenden (wie bei den erdigen Rottönen in „Plum Point“, 1964). Die späteren, „gefensterten“ Gemälde zeigen hingegen ein stärkeres Interesse an lebendigen Farbverhältnissen. Dies gilt insbesondere für die „Luftbilder“, von denen ein frühes und monumentales Beispiel die „Luftaufnahme Nr. 1“ (1968) ist. Dieses Gemälde ist heute in der Sammlung des Turner Auditorium-Komplexes der Johns Hopkins School of Medicine, Johns Hopkins University untergebracht.

### Fehlende Einordnung
Während diese hochkomplexen und mühsamen Konstruktionen (Frank nannte sie oft „dreidimensionale Gemälde“) sie weit über das Vokabular des improvisatorischen, so genannte Action Painting hinausreichten, das üblicherweise mit dem amerikanischen Abstrakten Expressionismus assoziiert wird, hatten sie auch so gut wie nichts mit der Pop Art und dem Minimalismus zu tun, die damals in der New Yorker Kunstszene der 1960er Jahre en vogue waren. Außerdem hatten sie wenig Ähnlichkeit mit der heiteren Farbfeldmalerei von Morris Louis, Helen Frankenthaler oder Mark Rothko. Ob brütend oder überschwänglich, die (sozusagen) geologisch abgelagerten, ausgebrochenen, erodierten und ausgehöhlten Leinwände von Jane Frank heben sich von anderen durch ihre Überbetonung des Geomorphen ab. Diese distanzierte ästhetische Position, ihr gewählter Abschied von der karrierefördernden New Yorker Szene und die Tatsache, dass ihr Gesamtwerk nicht sehr groß war, waren ausreichende Faktoren, die ihre Karriere und ihren zeitgenössischen Einfluss auf dem Parkett der amerikanischen Kunstwelt einschränkten.

## Nach 1967: Skulpturen und weitere Entwicklungen der „geöffneten“ Gemälde

### Skulptur: Tiefen und Schatten, Reflexionen und Brechungen
In den späten 1960er Jahren wandte sich Frank freistehenden Skulpturen zu. Diese waren in ihren Linien und Oberflächen klar, oft aus glattem Plexiglas oder Aluminium angefertigten und Frank verzichtete dabei völlig auf die erdigen, körnigen Qualitäten dieser skulpturalen Landschaften. Als Modell verwendete sie oft in einem ersten Schritt Papp-Gebilde und arbeitete für Schweiß- und Aluminiumteile mit einem Metallspezialisten zusammen. In den darauf folgenden Einzelausstellungen 1967 in der Bodley Gallery in New York City, an der Morgan State University (1967), am Goucher College (1968 zum zweiten Mal), in der Alwin Gallery in London (1971), in der Galerie de l’Université in Paris (1972), am Philadelphia Art Alliance Museum (1975) und nicht zuletzt in ihrer Retrospektive am Towson State College (1975) konnte sie diese Skulpturen ausstellen. Außerdem gewann Frank 1983 den Skulpturpreis der Maryland Artists Exhibition.

### Landschaftsgemälde aus der Luft
Selbst als Frank 1967 mit der Herstellung von Skulpturen begann und sich mit neuen Medien wie Kunststoffen und Metallen auseinandersetzte hielt sie ihre sich ständig weiterentwickelnde Produktion von Gemälden in Mischtechnik auf Leinwand praktisch bis zu ihrem Lebensende aufrecht. Sie setzte ihre Erforschung der Möglichkeiten von „geöffneten“ Gemälden auf mehrschichtiger Leinwand fort und begann, ihre „Aerial Series“-Arbeiten zu schaffen, die immer expliziter Landschaften von oben heraufbeschwören. Besonders bemerkenswert und auffallend sind die „Nachtlandungen“, wie z. B. die „Nachtlandungen: Sambura“ (1970), auf denen das Stadtgitter von oben wie ein dunkles Juwel in einem tiefen, nachtblauen Flusstal schimmert. Frank hat außerdem auch Teppiche und Tapisserien entworfen.
Am 31. Mai 1986 ist Jane Frank in Towson, Baltimore verstorben.

## Sammlungen
Franks Gemälde und multimediale Arbeiten auf Leinwand sind unter anderem der Corcoran Gallery of Art, dem Smithsonian American Art Museum, dem Baltimore Museum of Art, dem Herbert F. Johnson Museum of Art der Cornell University, dem Arkansas Arts Center in Little Rock und dem Evansville Museum untergebracht.
Ihre Skulpturen sind in öffentlichen Sammlungen zu finden, unter anderem jener der Towson State University.